# نادي تسمانيا برلين
نادي تسمانيا الرياضي من برلين عام 1900 نادي رياضي من منطقة نويكولن في برلين. تأسس النادي في 2 يونيو 1900 باسم نادي ريكسدورف لكرة القدم والتربية البدنية "تسمانيا" 1900، وأصبح معروفًا في المقام الأول بسبب أدائه الضعيف في الدوري الألماني في موسم 1965/66. علاوة على ذلك، كان فريق نويكولنرز أيضًا مشاركًا متعددًا في الجولة النهائية من البطولة الألمانية وعضوًا منذ فترة طويلة في دوريات برلين الكبرى.
نتيجة للهبوط من الدوري الألماني، اضطر النادي إلى إعلان إفلاسه وتم حله في يوليو 1973. الخليفة غير الرسمي هو نادي إس في تسمانيا برلين، الذي تأسس في 3 فبراير 1973، أي قبل النهاية القانونية لنادي إس سي تسمانيا، باسم تسمانيا نويكولن واستقبل بعض اللاعبين الشباب من نادي إس سي تسمانيا المفلس.
كان الملعب الرئيسي في تسمانيا هو المنتزه الرياضي فيرنر زيلينبيندر (حتى المنتزه الرياضي نويكولن (2004)). خلال عضويته في الدوري الإقليمي (1963-1965 و1966-1973)، ثاني أعلى دوري في ذلك الوقت، وفي الدوري الألماني (1965/66)، لعب النادي مبارياته على أرضه في ملعب أوليمبياستاديون برلين.

## قصة

### 1900–1945: في الاتحاد الألماني لكرة القدم ورابطة أندية براندنبورغ لألعاب الكرة

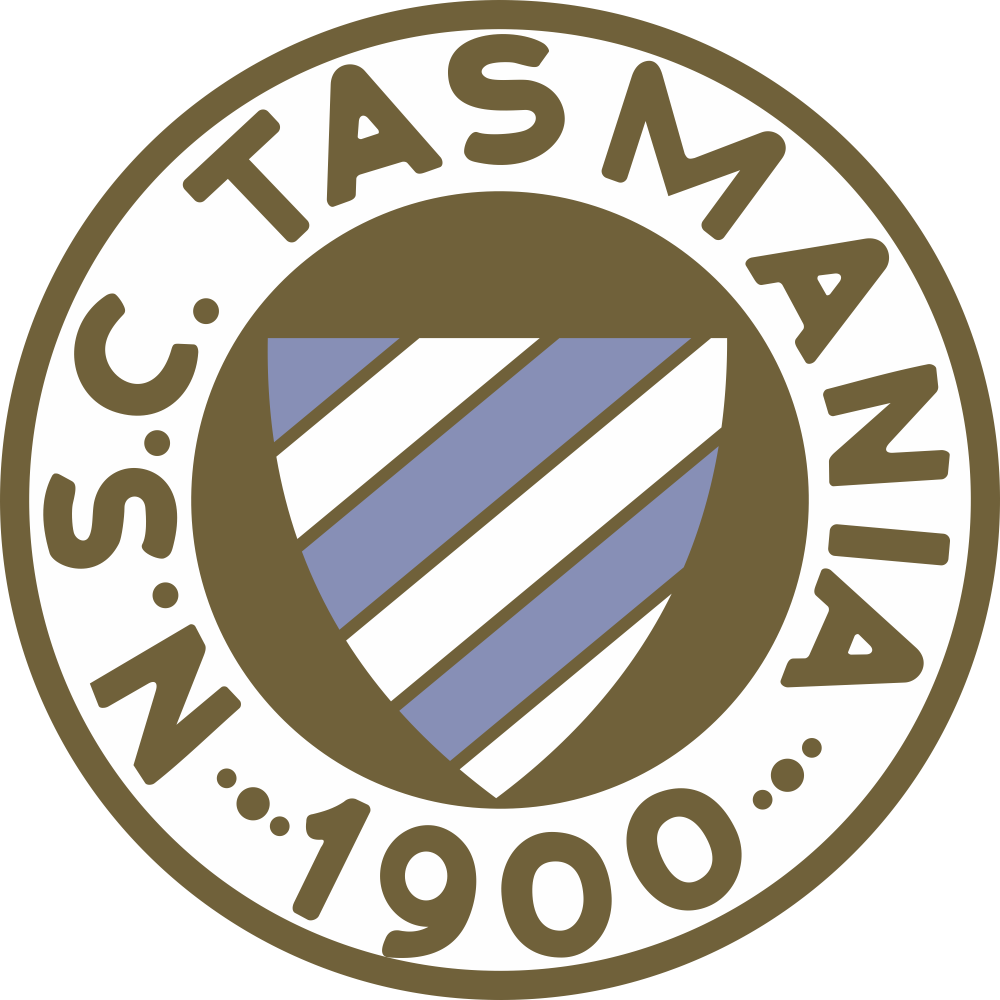
شعار نادي نويكولنر تسمانيا

تأسست تسمانيا في 2 يونيو 1900، في البداية باسم نادي ريكسدورف لكرة القدم والتربية البدنية "تسمانيا" 1900. قبل عشر سنوات، تم تأسيس "نادي برلينر لكرة القدم تسمانيا 1890". ومع ذلك، من المصادر الحالية، لا يمكن القول ما إذا كان هناك أي تداخل في الموظفين بين الناديين وما إذا كان النادي الجديد الذي تأسس في عام 1900 قد حل محل النادي القديم الذي يحمل اسمًا مشابهًا. في عام 1907، كان هناك تغيير طفيف في اسم تسمانيا الجديدة من نادي ريكسدورف لكرة القدم والتربية البدنية "تسمانيا" 1900 إلى نادي ريكسدورف لكرة القدم "تاسمانيا" 1900. عندما تم تغيير اسم مدينة ريكسدورف إلى نويكولن في عام 1912، قام النادي أيضًا بتغيير اسمه إلى النادي الرياضي "تاسمانيا" – نويكولن.
انضم النادي في البداية إلى الاتحاد الألماني لكرة القدم (MFB) وتم ترقيته إلى الدرجة الأولى في عام 1908. كوافد جديد، تاس - لقب النادي - الفوز ببطولة الاتحاد مباشرة والدفاع بنجاح عن هذا اللقب في الموسمين التاليين. هذا يعني أن فريق ريكسدورفيرز كان له الحق أيضًا في المشاركة في الجولة النهائية من البطولة الألمانية، على الرغم من أنه في عامي 1910 و1911 كان عليه أن يسود في مباريات التصفيات ضد أبطال رابطة برلين لألعاب الكرة (BBB) ورابطة أندية برلين الرياضية (VBAV). رغم فشلهم في الوصول إلى ربع النهائي في بطولة كرة القدم الألمانية 1909 وبطولة كرة القدم الألمانية 1911، إلا أن الفريق وصل إلى الدور نصف النهائي في عام 1910.
| أسماء الأندية |
| --- |
| - 1900–1907: ريكسدورفر توفالو إف سي تسمانيا 1900 - 1907–1912: نادي ريكسدورفر لكرة القدم تسمانيا 1900 - 1912-1945: نويكولنر إس سي تسمانيا - 1946-1948: سان جرمان نويكولن ميتي - 1949–1973: نادي إس سي تسمانيا 1900 برلين |

بعد دمج الاتحاد الألماني لكرة القدم مع اتحاد نوادي الألعاب الرياضية في برلين ورابطة أندية برلين لألعاب الكرة لتشكيل رابطة أندية براندنبورغ لألعاب الكرة (VBB)، لم تتمكن تسمانيا من الحفاظ على مكانتها الرائدة وهبطت من الدرجة الأولى في عام 1913. في السنوات التالية وحتى تأسيس دوري برلين براندنبورغ في عام 1933، كانت تسمانيا تتنقل بشكل متكرر بين الدرجة الأولى والثانية. في المجمل، لعبوا ستة مواسم (1921/22، 1925 إلى 1929 و1930/31) في أعلى دوري رابطة أندية براندنبورغ لألعاب الكرة. لفترة طويلة، كان نادي نويكولن ضعيفًا جدًا بالنسبة لدوري الدرجة الأولى ولم يتم ترقيته إلا في عام 1940، بعد أن أثرت الحرب العالمية الثانية بالفعل على اللعبة. في أغسطس 1940، انضم نادي SC Attila Berlin إلى فريق كرة القدم في نويكولن. بعد هبوطه في عام 1941 وصعوده مرة أخرى في عام 1942، بقي الفريق في دوري الدرجة الأولى حتى نهاية الحرب.

### 1945–1965: في دوري مدينة برلين
بعد الحرب العالمية الثانية، تم حل النادي من قبل سلطات الرقابة المتحالفة وتم إعادة تأسيسه باسم SG Neukölln-Mitte في عام 1946. فشل الفريق في البداية في التأهل إلى دوري مدينة برلين الذي تأسس حديثًا ولم يصعد إلا في عام 1949 - الآن تحت اسم SC Tasmania 1900 Berlin - على. وظل نادي تسمانيا بعد ذلك في دوري العقد حتى عام 1952 (كما كان يُطلق على الدوري منذ عام 1950). بعد ترقيته مرة أخرى في عام 1955، ظل تاس عضوًا دائمًا في دوري العقد حتى تأسيس البوندسليجا وتطور إلى الفريق الرائد في برلين الغربية في السنوات التالية، وفاز بثلاث بطولات برلين وخمسة كؤوس برلين. وبناء على ذلك، كانت هناك خيبة أمل كبيرة عندما سُمح لمنافسه المحلي هيرتا برلين بالحصول على المقعد في الدوري الألماني الجديد الذي كان من المقرر أن يُمنح لبرلين بدلاً من تسمانيا. شعر تاس بالحرمان واتهم هيرتا بتزوير حساباته، لكن احتجاجه لم ينجح.

### 1965/1966: الدوري الألماني

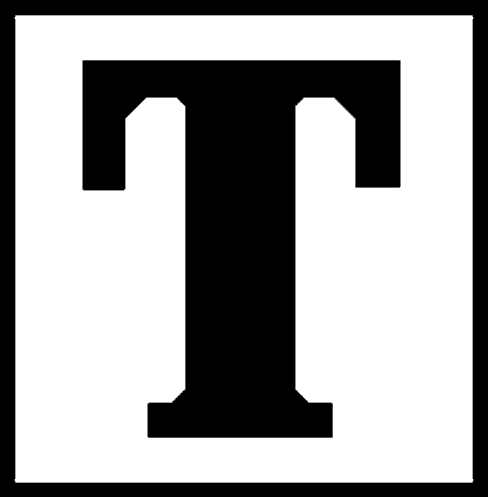
شعار النادي التاريخي من عام 1966

بعد عامين من التقدم غير الناجح بطلب الانضمام إلى الدوري الألماني، سُمح لتسمانيا بشكل مفاجئ بالمنافسة في الدرجة الأولى: بعد أن كشف التدقيق النقدي في نادي هيرتا برلين في نهاية فبراير 1965 عن عجز قدره 192000 مارك ألماني، طُرد النادي من هذا الدوري لانتهاكه اللوائح المالية لقانون الدوري الألماني. في 25 يونيو 1965، قررت لجنة الدوري الألماني لكرة القدم في البداية عقد جولة ترقية بين الفريق صاحب المركز الأفضل الذي هبط من موسم الدوري الألماني 1964/65، وهو نادي كارلسروهر، والفريقين الوصيفين من جولات الصعود من موسم الدوري الإقليمي 1964/65، نادي إس إس في رويتلينجين ونادي شتوتجارت. نادي ساربروكن ونادي تسمانيا على المركز السادس عشر الشاغر. مكان البداية في الدوري الألماني في الموسم التالي. وبعد أيام قليلة، قبل مجلس إدارة الاتحاد الألماني لكرة القدم استئناف نادي كارلسروه، وألغى قرار اللجنة، وأكد بقاء نادي كارلسروه في الدوري الألماني. رفض الاتحاد الألماني لكرة القدم طلب العفو الذي تقدم به نادي هيرتا برلين في الساعات الأولى من صباح الثالث من يوليو/تموز 1965. نظرًا لأن نادي كارلسروهر يحتل المركز الرابع عشر تقريبًا. المكان، كانت جولة الترويج غير ضرورية. تم نقض هذا الحكم، الذي تضمن أيضًا هبوط كارلسروه، بعد أسبوعين من قبل المحكمة الفيدرالية الألمانية لكرة القدم في أعقاب شكاوى من تسمانيا ونادي بوروسيا برلين للتنس. وفي الوقت نفسه، صوتت أندية الدوري الألماني لصالح زيادة عدد فرق الدوري إلى 17 فريقًا.
علاوة على ذلك، منذ بداية يوليو/تموز 1965، كانت دار نشر أكسل سبرينغر، من بين جهات أخرى، تدفع نحو مشاركة أحد أندية برلين الغربية في الدرجة الأولى. كان نادي بوروسيا برلين، بطل الدوري الإقليمي في برلين في عام 1964/1965، قد فشل بالفعل في جولة الصعود، وتنازل نادي سباندور إس في صاحب المركز الثاني عن الصعود، بحيث تمت ترقية نادي تسمانيا برلين صاحب المركز الثالث باعتباره فريقًا محتملًا في المركز السابع عشر بحلول 23 يوليو 1965 على أقصى تقدير. النادي، في حين تم إعادة نادي كارلسروهر إلى الدوري في هذه الأثناء. في 31 يوليو/تموز، قرر مؤتمر اتحاد كرة القدم الألماني أخيرًا قبول انضمام تسمانيا إلى الدوري الألماني. وقد قوبل هذا القرار بانتقادات في ألمانيا الغربية بسبب ضعف قوة اللعب لدى أندية برلين الغربية. من أجل تهدئة الانتقادات بأن النادي تم قبوله في الدوري الألماني فقط لأسباب سياسية، تم منح نادي شالكه 04 الذي هبط في البداية مكانًا في الجولة الرابعة عشرة. قرار الاتحاد الألماني لكرة القدم في أعقاب الفضيحة المالية رقم 18 تم منح مكان البداية للموسم التالي من البوندسليجا، بحيث انتهى موسم 1964/65 دون أي هبوط رياضي ولعب البوندسليجا منذ ذلك الحين بـ 18 فريقًا (باستثناء موسم 1991/92 مع 20 فريقًا بسبب اندماج DFB (FRG) و DFV (GDR)).
وبما أن المباراة الأولى في الدوري الألماني، وهي مباراة على أرضنا ضد نادي كارلسروهر، كانت مقررة بالفعل في 14 أغسطس/آب 1965، فقد كان لزاماً على لاعبي تسمانيا أن يعودوا من إجازتهم في غضون فترة قصيرة للغاية، وذلك أيضاً بمساعدة مكالمات السفر التي أجرتها ADAC. لم يكن من الممكن إجراء التحضيرات مثل تلك التي أجرتها الأندية الأخرى لأنه كان لا بد من العثور على مجندين جدد في الوقت المتبقي. كانوا هانز يورغن بازلر (من أرمينيا بيليفيلد)، هيريبرت فينكن (من هيراكليس ألميلو)، أولريش ساند (من واكر 04 برلين)، حارس المرمى هاينز روهلوف (من بونر إف في)، بيرند ميسيل (من برلينر إس في 1892)، لوثار زيه وفولكر بيكر (من هواة النادي). في الآونة الأخيرة، تم التعاقد مع هورست سزيمانياك (من نادي فاريزي) كلاعب دولي لفترة طويلة بعد أن تم استبعاده مؤخرًا من تشكيلة المنتخب الوطني الألماني لكأس العالم 1966 في إنجلترا. منذ انتقال المهاجم هاينز فيشر إلى آينتراخت جيلسنكيرشن في نهاية الموسم السابق، كان المهاجم المركزي الأكثر أهمية مفقودًا أيضًا. ونتيجة لذلك، اضطر العديد من اللاعبين إلى التخلي عن وظائفهم بشكل كامل أو جزئي على الأقل بسبب التحول إلى الاحتراف بدوام كامل. لم يكن من الممكن بناء فريق تنافسي بشكل عام. وبعد كل شيء، فاز نادي كارلسروهر في المباراة الافتتاحية على ملعب الأوليمبيك المزدحم بالجماهير بنتيجة 2-0 بفضل هدفين من وولف إنجو أوسبيك. وتبع ذلك سلسلة من 31 مباراة في الدوري الألماني دون فوز، مع بعض الهزائم الثقيلة وبعض التعادلات. في بداية شهر مارس من عام 1966، كانت تسمانيا (مرة أخرى) تعاني من أزمة مالية وطلبت من لاعبيها التنازل عن جزء من رواتبهم المتفق عليها بموجب العقد. وهذا هو أحد الأسباب التي جعلت فريق تسمانيا برلين الفريق الأقل فشلاً في الدوري الألماني حتى الآن: حيث تمكن من تحقيق فوزين فقط في 34 مباراة في الموسم. مع 15:108 أهداف و 8:60 نقطة، احتل فريق تسمانيا برلين المركز الأخير في ترتيب متأخر للغاية. ولم يحصل الفريق سوى على نقطة واحدة خارج أرضه، وهي التعادل 1-1. نادي كايزرسلاوترن لكرة القدم.

#### السجلات
لا يزال نادي تسمانيا 1900 برلين يعتبر النادي الأقل نجاحا في الدوري الألماني. ويتجلى هذا، من بين أمور أخرى، في السجلات التي يحتفظ بها النادي منذ موسم 1965/1966.
- المركز الأخير في جدول الدوري الألماني على مر العصور
- أسوأ سجل موسمي في الدوري الألماني: أقل عدد من الأهداف (15)، أكبر عدد من الأهداف المستقبلة (108)، مما أدى إلى أسوأ فارق أهداف (−93)، أقل عدد من النقاط (8:60 بموجب قاعدة النقطتين ؛ 10 بموجب قاعدة الثلاث نقاط)، أقل عدد من الانتصارات (2؛ مع Wuppertaler SV 1974/75)، أكبر عدد من الهزائم (28)
- أطول سلسلة بدون فوز (31 الألعاب؛ 14. من أغسطس 1965 إلى 21 مايو 1966)
- أعلى هزيمة على أرضه في الدوري الألماني (0:9 أمام Meidericher SV في 26). مارس 1966)
- مباراة في الدوري الألماني بأقل عدد من الجماهير (خارج المواسم الخاضعة لقيود كورونا): في 15. كان شهر يناير 1966 هو 827 وصل عدد المتفرجين (ضد بوروسيا مونشنغلادباخ) إلى أدنى مستوياته.

بالإضافة إلى ذلك، سجل ل
- أكبر عدد من المباريات المتتالية على أرضه دون فوز (15)؛ وقد عادل هذا الرقم نادي هانزا روستوك في موسم 2004/05، وكسره نادي هيرتا برلين (16) في موسم 2009/10، ونادي جروتر فورت (17، موسم كامل دون فوز على أرضه) في موسم 2012/13.
- أطول سلسلة هزائم على أرضه (ثمانية، 28). من أغسطس إلى 8 ديسمبر 1965)؛ لم يتم معادلة هذا الرقم القياسي إلا من قبل نادي هانزا روستوك في موسم 2004/05.
- أسوأ سجل على أرضه في موسم واحد (7:27 نقطة، وهو ما يعادل 9 نقاط بموجب قاعدة الثلاث نقاط)؛ وقد تم كسر هذا الرقم القياسي، من بين أمور أخرى، تم كسر هذا الرقم من قبل SpVgg Greuther Fürth في 2012/13 (4 نقاط فقط على أرضه)؛ كما حقق SC Paderborn 8 نقاط فقط على أرضه في 2019/20.
- أطول سلسلة خسائر (عشر مباريات)؛ تم كسر هذا الرقم القياسي في عام 2021 من قبل SpVgg Greuther Fürth (12 هزيمة متتالية).
- أسوأ سجل خارج الأرض (1:33 نقطة)؛ تم كسر هذا الرقم القياسي في عام 1984 بفارق 1. هزيمة نادي نورمبرج (0:34 نقطة) - كل منهما وفقًا لقاعدة النقطتين.

ومن المثير للدهشة أيضًا مدى التراجع الحاد في اهتمام الجمهور في برلين بتسمانيا: فبينما حضر 81500 متفرج مباراة الافتتاح للموسم ضد نادي كارلسروهر، اجتذبت المباراة التالية على أرض الفريق 70 ألف متفرج. وبعد ذلك انخفض عدد المشاهدين بشكل مستمر - 40 ألفًا، 25 ألفًا، 10 آلاف. ونتيجة للحضور الجماهيري الكبير في بداية الموسم، بلغ المتوسط 19400 متفرج لكل مباراة.

#### فريق
| هدف                                                                              | الدفاع | خط الوسط | هجوم |
| -------------------------------------------------------------------------------- | --- | --- | --- |
| كلاوس باسيكو (14 مباراة/0 أهداف) هانز يواكيم بوسينسكي (2/0) هاينز روهلوف (18/0)  | هانز يورجن باسلر (17/0) هانز غونتر بيكر (33/0) فولكر بيكر (6/0) هيلموت فيباخ (18/0) هيربرت فينكين (10/0) بيرند مايسل (21/0) إيكهارت بيشكي (15/0) هورست تالازوس (9/0) | بيتر إنجلر (26/2) بيرند هانسلر (5/0) كلاوس كونيشكا (30/1) يورغن ليندر (8/0) مانفريد مايدر (4/0) هورست سزيمانياك (29/1) | إروين بروسكي (7/0) فولفغانغ نيومان (19/2) فولفغانغ روزنفيلدت (20/2) أولريش ساند (9/0) وولف-إنغو أوسبيك (28/4) يورغن والينغ (12/0) لوثار زيه (14/3) |
| المدرب: فرانز لينكن (حتى 10 نوفمبر 1965)، هاينز لودفيج شميدت (من 10 نوفمبر 1965) | | | |

### 1973 حتى الآن: الإفلاس، وتأسيس خليفة، والتطور الحالي

شعار نادي إس في تسمانيا برلين

بعد الهبوط، غادر النادي لاعبون معروفون: المهاجم إنجو أوسبيك (إلى 1. إف سي نورمبرج) وكلاوس كونيشكا (إلى آينتراخت ترير)، وأنهى أسطورة كرة القدم هورست شيمانياك مسيرته كمحترف. وبخلاف ذلك، بقي جزء كبير من تشكيلة البوندسليغا معًا. في 21 أغسطس 1966، فاز فريق تسمانيا الهابط بأول مباراة له على أرضه في دوري المنطقة في برلين بفوزه 2-1 على نادي إس سي ستاكن أمام 920 متفرجًا. كان خصوم الموسم الآن أندية مثل VfB Hermsdorf (2:2 في الملعب الرياضي المحلي في 11 أغسطس 1966) أو Lichterfelder SU (فوز 2:1 على تسمانيا في المباراة على أرضه في 18 سبتمبر 1966). ظلت تسمانيا قادرة على المنافسة في الدوري الإقليمي، حيث احتلت دائمًا المراكز الخمسة الأولى حتى عام 1973 وتأهلت لجولة الصعود إلى الدوري الألماني في أعوام 1968/69 و 1970/71 و 1971/72. ومع ذلك، كان النادي قد تجاوز إمكانياته المالية وأفلس في يوليو 1973.
أولياء أمور اللاعبين الشباب بالنادي الرياضي الذي هو في طور الحل والذي تأسس بتاريخ 3. فبراير، قبل نصف عام من النهاية النهائية لسباق تسمانيا، وصلت سفينة إس في تسمانيا 73 إلى نويكولن. ومع ذلك، لا يعتبر هذا خليفة قانونيا. يبدأ النادي في أدنى دوري، وهو دوري الدرجة C في برلين. بعد أربع ترقيات في ثماني سنوات، وجد نفسه اعتبارًا من عام 1981 في دوري الدرجة الثالثة آنذاك Oberliga Berlin لمدة عشر سنوات. كانت العقدان اللذان أعقبا سقوط جدار برلين مضطربين للغاية، حيث اتسما بالعديد من الصعود والهبوط، وبلغت ذروتها بالانحدار إلى دوري المنطقة الثامن في برلين. عندما تم العثور على راعٍ جديد للتسمانيين في عام 1999 مع جمعية الإسكان جروبيوشتادت، تم تغيير الاسم إلى SV Tasmania Gropiusstadt 73 في ديسمبر 2000.
تماشياً مع جذورها في نادي إس في تسمانيا لكرة القدم السابق منذ عام 1900، تم تغيير الاسم إلى إس في تسمانيا برلين في عام 2011. أصبح الفريق الأول لنادي إس في تسمانيا بطلاً لدوري برلين الإقليمي في الموسم التالي وصعد إلى دوري برلين. في موسم 2014/15، حقق نويكولن وتيبي رقمًا قياسيًا جديدًا في الحضور. حيث أراد 1910 شخصًا مشاهدة المباراة النهائية. تمت ترقية الفريق إلى Oberliga Nordost في موسم 2018/19 باعتباره بطل دوري برلين. بعد عامين، تمت ترقيتهم إلى دوري Regionalliga كأبطال دوري Oberliga 2020/21. منذ عام 2010، شق النادي الجديد في تسمانيا طريقه من دوري المنطقة المكون من ثماني مستويات من خلال أربع ترقيات إلى دوري المنطقة الرابع، دوري نوردوست، والذي هبط منه بعد موسم واحد. خلال هذه الفترة وصلوا أيضًا إلى نهائي كأس برلين مرتين.

## النجاحات
- المشاركة في الدور النهائي من البطولة الألمانية : 1909، 1910 (نصف النهائي)، 1911، 1959، 1960، 1962
- نادي البوندسليغا : 1965/66
- أبطال برلين : 1909، 1910، 1911 (كل منهم في دوري الدرجة الأولى الألماني)، 1959، 1960، 1962 (كل منهم في دوري مدينة برلين)، 1964 و1971 (كل منهم في دوري المنطقة في برلين)
- الفائزون بكأس برلين : 1957، 1960، 1961، 1962، 1963، 1970 و1971
- المشاركة في كأس المعارض : 1962/63
- المشاركة في كأس العالم لكرة القدم : 1961/62، 1963/64

## المدربين المشهورين
- جيرهارد جراف : من عام 1955 إلى عام 1957
- فريتز موريشات : من 1 يوليو 1958 إلى 30 يونيو 1963
- غونتر باومان : 1963/64
- فرانز لينكن : من 1 يوليو 1963 إلى 10 نوفمبر 1965
- هاينز لودفيج شميت : من 11 نوفمبر 1965 إلى 30 يوليو 1966
- سلوبودان سينديك : من 1 يوليو 1966 إلى 30 يونيو 1967 ومن 1 يناير 1972 إلى 30 يونيو 1972
- جيولا لورانت : من 1 يوليو 1968 إلى 30 يونيو 1969
- بيتر فيلهورن : من 1 يوليو 1972 إلى 30 يونيو 1973

## الأدب
- Hanns Leske: Tasmania Berlin Der ewige Letzte – Die wahre Geschichte der Tasmanen. AGON Sportverlag, Kassel 2011, ISBN 978-3-89784-369-1.

## روابط الويب
- الصفحة الرئيسية تسمانيا برلين tasmania-berlin.de
- هاينز رولوف يتحدث عن موسم الرعب في تسمانيا - "ابدأ فورًا يا جامبو!" 11freunde.de